# Hồng Sỹ
Hồng Sỹ là một xã thuộc huyện Hà Quảng, tỉnh Cao Bằng, Việt Nam.

## Địa lý
Xã Hồng Sỹ nằm ở phía đông huyện Hà Quảng, có vị trí địa lý:
- Phía đông giáp huyện Trùng Khánh
- Phía tây giáp xã Thượng Thôn
- Phía nam giáp xã Mã Ba và xã Ngọc Đào
- Phía bắc giáp xã Tổng Cọt.

Xã Hồng Sỹ có diện tích 36,14 km², dân số năm 2019 là 2.551 người, mật độ dân số đạt 71 người/km².
Trên địa bàn xã Hồng Sỹ có các ngọn núi như Cà Xát, Canh Dùng, Lũng Tà, Pò Đeng, Quang Tán.

## Hành chính
Xã Hồng Sỹ được chia thành 9 xóm: Lũng Bông, Lũng Kính, Lũng Ngần, Lũng Quảng, Lũng Rẩu, Nặm Thuổm, Pác Khiêng, Pác Táng, Sông Giang.

## Lịch sử
Địa bàn xã Hồng Sỹ hiện nay trước đây vốn là hai xã Hồng Sỹ và Sỹ Hai thuộc huyện Hà Quảng.
Ngày 9 tháng 9 năm 2019, Hội đồng Nhân dân tỉnh Cao Bằng ban hành Nghị quyết số 27/NQ-HĐND về việc sáp nhập một số xóm thuộc hai xã Hồng Sỹ và Sỹ Hai.
Trước khi sáp nhâp, xã Hồng Sỹ có diện tích 20,72 km², dân số là 1.494 người, mật độ dân số đạt 72 người/km², có 4 xóm: Lũng Ngần, Lũng Rẩu, Pác Táng, Sông Giang. Xã Sỹ Hai có diện tích 15,42 km², dân số là 1.057 người, mật độ dân số đạt 69 người/km², có 5 xóm: Lũng Kính, Lũng Bông, Lũng Quảng, Pác Khiêng, Nặm Thuổm.
Ngày 10 tháng 1 năm 2020, Ủy ban Thường vụ Quốc hội ban hành Nghị quyết số 864/NQ-UBTVQH14 về việc sắp xếp các đơn vị hành chính cấp huyện, cấp xã thuộc tỉnh Cao Bằng (nghị quyết có hiệu lực từ ngày 1 tháng 2 năm 2020). Theo đó, sáp nhập toàn bộ diện tích và dân số của xã Sỹ Hai vào xã Hồng Sỹ.